# Радгощ (Малопольське воєводство)
Радгощ (пол. Radgoszcz) — село в Польщі, у гміні Радгощ Домбровського повіту Малопольського воєводства.
Населення — 3755 осіб (2011).
У 1975—1998 роках село належало до Тарновського воєводства.

## Географія
Селом протікає річка Упуст.

## Демографія
Демографічна структура станом на 31 березня 2011 року:
|          | Загалом | Допрацездатний вік | Працездатний вік | Постпрацездатний вік |
| -------- | ------- | ------------------ | ---------------- | -------------------- |
| Чоловіки | 1892    | 492                | 1220             | 180                  |
| Жінки    | 1863    | 438                | 1047             | 378                  |
| Разом    | 3755    | 930                | 2267             | 558                  |